# Passavante

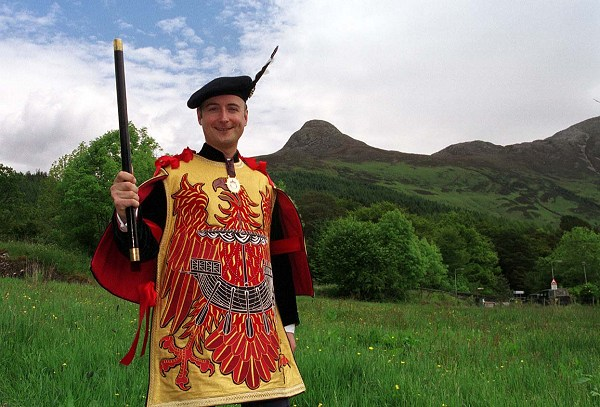
Adam Bruce, antigo Passavante de armas de Finlaggan.

Um Passavante, ou mais propriamente um passavante de armas, é um oficial de armas júnior, situado logo abaixo do arauto. Na Idade Média, era incumbido de anunciar a paz ou declarar guerra entre dois feudos ou países.
A maioria dos passavantes hoje em dia estão ligados a autoridades heráldicas, tais como o Colégio de Armas em Londres ou a Lyon Court em Edimburgo. Durante a Idade Média, muitos grandes senhores feudais empregavam seus próprios oficiais de armas.
Atualmente ainda existem alguns passavantes particulares, que não possuem nenhum vínculo com autoridades governamentais. Na Escócia, por exemplo, alguns passavantes de armas têm sido apontados por chefes de clãs.  Estes passavantes de armas tratam de assuntos referentes à heráldica e genealogia dos membros do clã.
Algumas Grandes Lojas maçônicas possuem um funcionário conhecido como Grande Passavante.  Este cargo é normalmente inexistente em lojas maçônicas locais.  É função do Grande Passavante anunciar todos os aplicantes para admissão na Grande Loja, chamando-os por seus nomes e títulos maçônicos; cuidar das joias e demais regalias da Grande Loja; cuidar de todos os comunicados da Grande Loja; e desempenhar quaisquer outras funções designadas pelo seu superior ou pelo Grão-Mestre.

## Passavantes nomeados por país

### Passavantes de Armas em Ordinário da Inglaterra

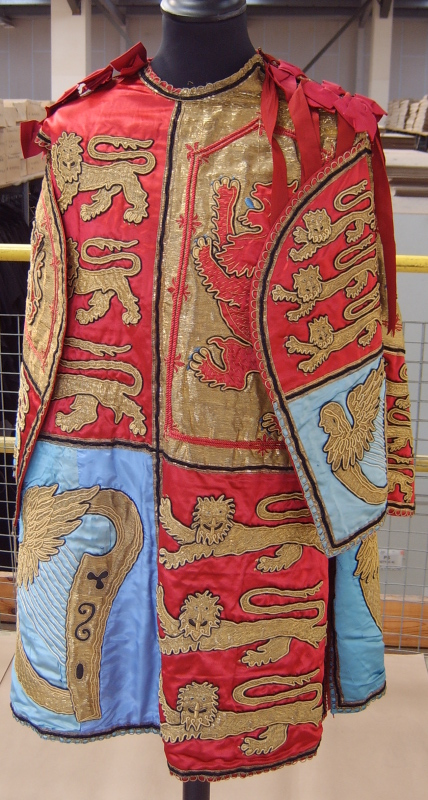
O tabardo usado pelo passavante no Colégio de Armas de Londres.

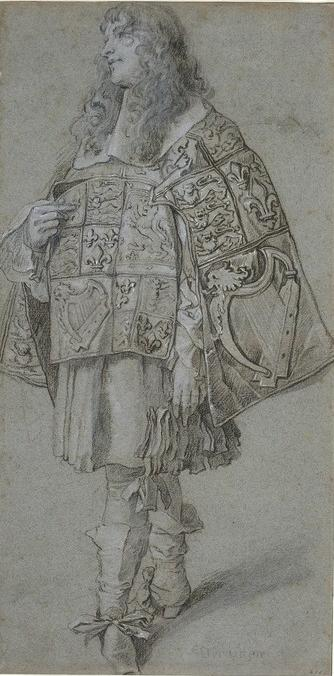
Passavantes usavam seus tabardos com mangas enviesadas até o reinado de Jaime II.

- Bluemantle
- Portcullis
- Rouge Croix

### Passavantes de Armas Extraordinários da Inglaterra
- Fitzalan

### Passavantes de Armas em Ordinário da Escócia
- Bute
- Carrick
- Dingwall
- Kintyre
- Ormond
- Unicorn

### Passavantes de Armas Extraordinários da Escócia
- Linlithgow
- Falkland
- March

### Passavantes de Armas em Ordinário do País de Gales
- Rouge Dragon

## Passavantes particulares
- Slains
- Garioch
- Endure
- Finlaggan